# Equus capensis
Equus capensis és una espècie extinta de mamífer perissodàctil de la família dels èquids que visqué a Àfrica des del Pliocè superior fins a l'Holocè, fa entre 1.000 anys i 3,6 milions d'anys. Se n'han trobat restes fòssils a Sud-àfrica. Es calcula que aquesta zebra tenia una alçada a la creu de 150 cm i pesava unes quatre tones. Tenia les dents grosses i el musell més ample que E. oldowayensis, una altra zebra prehistòrica de dimensions similars. El mesodesgast dental fa pensar que tenia una dieta mixta. El nom específic capensis significa ‘del Cap’ en llatí.